# Лири Сейтлари
Лири Сейтлари (на албански: Liri Seitllari) в албанска поетеса.

## Биография
Родена е в 1957 година в албанското македонско село Мамулища (Мемелища), близо до Поградец (Поградеци), Албания. Завършва Висшия педагогически институт „Александър Джувани“ в Елбасан. След това започва да работи като преподавателка по литература в средното училище „Мухарем Чолаку“ в Поградец. Започва да публикува поезия в 1975 година. В албанската белетристика е известна с уникалния си стил и чувствената лексика, която използва в стихотворенията си. Тя е авторка на много стихосбирки, разкази и романи.

## Творчество
- Di të ta lexoj fytyrën[2][3]
- Profil
- Me jetën e dashuruar, 1982
- Ketej fati nuk merr fryme (Ribotim)
- Trajtat e Filleses